# Wohnhaus Johann-Heinrich-Voß-Straße 2
Das Wohnhaus Johann-Heinrich-Voß-Straße 2 in der niedersächsischen Samtgemeinde Land Hadeln, Gemeinde Otterndorf, im Landkreis Cuxhaven, stammt vom 17. Jahrhundert. Aktuell (2024) wird es als Wohn- und Geschäftshaus (Boots- und Yachtmakler) genutzt.
Das Gebäude steht unter Denkmalschutz (siehe auch Liste der Baudenkmale in Otterndorf).

## Geschichte und Beschreibung
Otterndorf war der Hauptort des Landes Hadeln. 1400 erhielt er von Herzog Erich von Sachsen-Lauenburg das Stadtrecht. Die ehemalige Wurtsiedlung Otterndorf liegt um die Kirche herum an den Straßen Johann-Heinrich-Voß-Straße und Himmelreich. Sie besteht als Siedlungskern bereits seit dem Mittelalter. Ihre zumeist Fachwerkbauten aus dem 17. und 18. Jahrhundert sind in der Regel giebelständig und damit größtenteils zum ehemaligen Kirchhof ausgerichtet. Zur Wurtsiedlung gehören auch die Alte Lateinschule Otterndorf und das ehemalige Pfarrhaus der Severikirche sowie die Wohnhäuser Johann-Heinrich-Voß-Straße Nr. 2, Nr. 8, Nr. 10, Nr. 12 und Nr. 14.
Das zweigeschossige giebelständige verputzte Eckgebäude in Backstein mit ziegelgedecktem Satteldach wurde wohl in der ersten Hälfte des 17. Jahrhunderts gebaut. Die barocke Fassade mit geschweiften Giebelstaffeln und vier Gesimsbändern wurde an das ältere Gebäude im späten 17. Jahrhundert angesetzt. Bis 1768 war es das Haus des örtlichen Gerichtsdirektors. Das Haus wurde zum Wohnhaus mit Laden umgebaut.
Der denkmalgeschützte Straßenraum mit Straßenpflasterung ist ein Bestandteil der Wurtsiedlung.
Das Landesdenkmalamt befand u. a.: „… Einen markanten städtebaulichen Platz nimmt das Haus Johann-Heinrich-Voß-Straße 2 gegenüber der Kirche und an der Ecke zum Kirchplatz ein.“